# نایم
نایم ،KNIME (‎/naɪm/‎) ، مخفف استخراج کننده اطلاعات کنستانز Konstanz Information Miner یک پلتفرم تجزیه و تحلیل داده، گزارش و یکپارچه سازی رایگان و منبع باز است. نایم کامپاننتهای مختلفی را برای یادگیری ماشین و داده کاوی از طریق خط لوله داده‌های مدولار خود، که آن را «ساخت بلوک‌های تجزیه و تحلیل» می‌نامد، تجمیع می‌کند. یک رابط کاربری گرافیکی و استفاده از JDBC امکان اسمبل کردن گره‌ها را با ترکیب منابع داده مختلف، از جمله پیش پردازش (ETL: استخراج ، تبدیل و بارگذاری)، برای مدل‌سازی، تجزیه و تحلیل داده‌ها و تجسم (نمایش) بصورت بدون برنامه‌نویسی یا با حداقل برنامه‌نویسی فراهم می‌کند.
از سال ۲۰۰۶، نایم در تحقیقات دارویی استفاده شده‌است، همچنین در زمینه‌های دیگری مانند تجزیه و تحلیل داده‌های مشتری CRM ، هوش تجاری، متن کاوی و تجزیه و تحلیل داده‌های مالی استفاده می‌شود. اخیراً تلاش‌هایی برای استفاده از نایم به عنوان ابزار اتوماسیون فرایند روباتیک (RPA) صورت گرفته‌است.
دفتر مرکزی نایم در زوریخ مستقر است و دفاتر دیگری در کنستانز، برلین و آستین (ایالات متحده آمریکا) دارد.

## تاریخچه
توسعه نایم در ژانویه ۲۰۰۴ توسط تیمی از مهندسان نرم‌افزار در دانشگاه کنستانز به عنوان یک محصول اختصاصی آغاز شد. تیم توسعه‌دهنده اصلی به سرپرستی مایکل برتولد از شرکتی در سیلیکون ولی می‌آمد که نرم‌افزاری برای صنعت داروسازی ارائه می‌کرد. هدف اولیه، ایجاد یک پلتفرم پردازش داده ماژولار، بسیار مقیاس پذیر و باز بود که امکان ادغام آسان ماژول‌های بارگذاری، پردازش، تبدیل، تجزیه و تحلیل و اکتشاف بصری داده‌های مختلف را بدون تمرکز بر هیچ حوزه کاربردی خاصی فراهم می‌کرد. این پلتفرم به عنوان یک پلتفرم همکاری و تحقیق در نظر گرفته شده بود و همچنین باید به عنوان یک پلتفرم یکپارچه برای پروژه‌های مختلف تجزیه و تحلیل داده‌های دیگر عمل کند.
در سال ۲۰۰۶ اولین نسخه نایم منتشر شد و چندین شرکت داروسازی شروع به استفاده از نایم کردند و تعدادی از فروشندگان نرم‌افزار علوم زیستی شروع به ادغام ابزارهای خود در نایم کردند. بعداً در همان سال، پس از مقاله ای در مجله آلمانی c't , کاربرانی از تعدادی از مناطق دیگر به گروه استفاده‌کنندگان پیوستند. از سال ۲۰۱۲، نایم توسط بیش از ۱۵۰۰۰ کاربر واقعی (در این شمارش دانلودها محاسبه نمی‌شود، تنها کاربرانی که به‌طور مرتب به روز رسانی‌ها را زمانی که در دسترس قرار می‌گیرند بازیابی می‌کنند، شمرده می‌شوند) نه تنها در علوم زیستی، بلکه همچنین در بانک‌ها، ناشران، سازندگان خودرو، مخابرات، شرکت‌های مشاوره، و صنایع مختلف دیگر و همچنین در تعداد زیادی از گروه‌های تحقیقاتی در سراسر جهان استفاده می‌شود. آخرین به‌روزرسانی‌های نایم سرور و افزونه‌های کلان داده نایم، از آپاچی اسپارک ۲٫۳، پارکت و فضای ذخیره‌سازی HDFS پشتیبانی می‌کند.
برای ششمین سال متوالی، نایم به عنوان پیشرو برای پلتفرم‌های علم داده و یادگیری ماشین در ربع جادویی گارتنر قرار گرفته‌است.

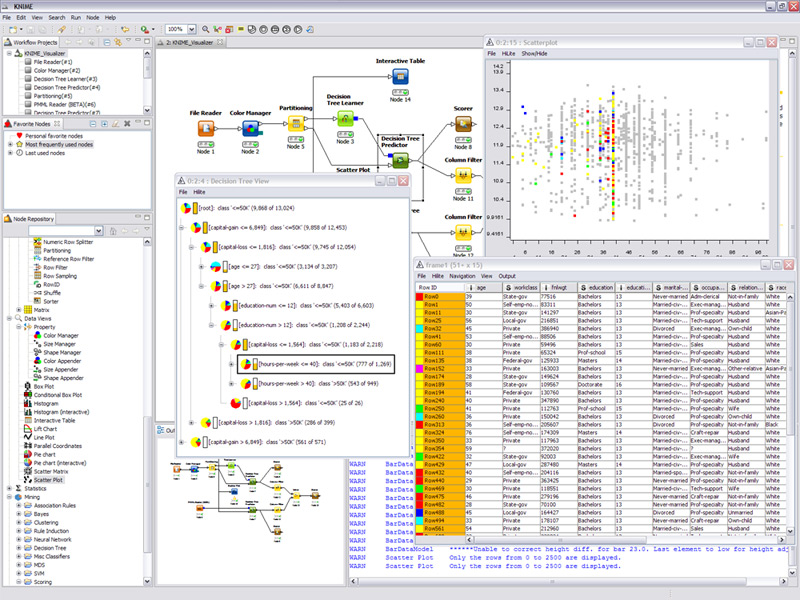
یک اسکرین شات از نایم

## داخلی
نایم به کاربران اجازه می‌دهد تا به صورت بصری جریان‌های داده (یا خطوط لوله) ایجاد کنند، برخی یا تمام مراحل تجزیه و تحلیل را به صورت انتخابی اجرا کنند و بعداً نتایج و مدل‌ها را با استفاده از ویجت‌ها و نماهای تعاملی بررسی کنند. نایم به زبان جاوا و بر اساس اکلیپس نوشته شده‌است. از مکانیزم افزونه برای افزودن پلاگین‌هایی استفاده می‌کند که عملکردهای اضافی را ارائه می‌دهند. نسخه اصلی به‌طور پیش فرض شامل صدها ماژول برای یکپارچه سازی داده‌ها است (ورودی/خروجی فایل، گره‌های پایگاه داده که از تمام سیستم‌های مدیریت پایگاه داده رایج از طریق JDBC یا اتصال دهنده‌های بومی پشتیبانی می‌کنند: اس کیوالایت، ام اس اکسس، اس کیو ال سرور، مای اسکیو ال، اوراکل، پستگرس کیو ال، ورتیکاو اچ ۲)، تبدیل داده‌ها (فیلتر، تبدیل کننده، تقسیم‌کننده، ترکیب کننده، متصل کننده) و همچنین روش‌های رایج آمار، داده کاوی، تجزیه و تحلیل و تجزیه و تحلیل متن. نمایش با افزونه رایگان طراح گزارش (Report Designer) پشتیبانی می‌شود. گردش کار نایم را می‌توان به عنوان مجموعه داده برای ایجاد الگوهای گزارش استفاده کرد که می‌توانند به فرمت‌های سند مانند doc, ppt, xls, pdf و موارد دیگر صادر شوند. سایر قابلیت‌های نایم عبارتند از:
- معماری هسته نایم امکان پردازش حجم داده‌های بزرگی را فراهم می‌کند که تنها با فضای موجود در هارد دیسک محدود می‌شوند (نه محدود به حافظه رم موجود). به عنوان مثال نایم امکان تجزیه و تحلیل ۳۰۰ میلیون آدرس مشتری، ۲۰ میلیون تصویر سلولی و ۱۰ میلیون ساختار مولکولی را فراهم می‌کند.
- افزونه‌های اضافی امکان ادغام روش‌های متن کاوی، تصویر کاوی، و همچنین تجزیه و تحلیل سری‌های زمانی و شبکه را فراهم می‌کنند.
- نایم سایر پروژه‌های منبع باز مختلف را ادغام می‌کند، به عنوان مثال الگوریتم‌های یادگیری ماشین از وکا، H2O.ai، کرس، اسپارک، پروژه R و LIBSVM. و همچنین به صورت پلاتلی، جی فری چت، ایمج جی، و کیت توسعه شیمی.[۱۴]

نایم توسط جاوا پیاده‌سازی می‌شود، با این وجود به رپرها اجازه می‌دهد تا کدهای دیگر را فراخوانی کنند، به علاوه گره‌هایی ارائه می‌دهد که اجازه اجرای جاوا، پایتون، R، روبی و سایر قطعات کد را می‌دهند.

## مجوز
از نسخه نایم ۲٫۱ تحت GPLv3 منتشر شد، با یک استثنا که به دیگران اجازه می‌دهد از API گره به خوبی تعریف شده برای افزودن افزونه‌های اختصاصی استفاده کنند. این به فروشندگان تجاری SW نیز اجازه می‌دهد تا بسته‌هایی را اضافه کنند که ابزارهای خود را از نایم فراخوانی می‌کنند.

## دوره‌های آموزشی نایم
نایم دو خط دوره آنلاین بر اساس خطوط Data Wrangling و Data Science ارائه می‌دهد.